# PuLiRuLa
PuLiRuLa (o Pu-Li-Ru-La) es un videojuego del género beat 'em up desarrollado por Taito en 1991 para arcade. Más tarde el juego fue lanzado para otras plataformas. El juego es conocido por sus distintivos gráficos y peculiar historia argumental.

## Argumento
El juego tiene lugar en Radish Land, un lugar donde el tiempo fluye correctamente gracias al uso de una llave/manivela. Pero un día, uno por uno, los pueblos de Radish Land fueron atacados, robadas las llaves y detenido el tiempo. Es entonces cuando a Zac y Mel, un niño y una niña respectivamente, les encarga un hombre mayor recuperar la llave robada y restaurar el tiempo, para lo cual, les da unos bastones mágicos.

## Modo de juego
El juego está dividido en 6 rondas, las cuales tienen un jefe al que hay que vencer al final de cada una de ellas. El jugador 1 maneja a Zac y el jugador 2 a Mel; ambos tienen el mismo control y habilidades. Los jugadores atacan con los bastones, pudiendo atacar de frente, hacia atrás o un golpe bajo. Cuando los enemigos son derrotados, se convierten en animales y si los jugadores pasan por encima de estos, reciben puntos. Aparte del bastón, los personajes pueden hacer diferentes magias. Cuanta más cantidad de bastones haya en el medidor de magia, las magias serán más dañinas, mejores y más duraderas. Al pulsar el botón de magia, el jugador no sabe que magia va a realizar, saliendo estas al azar.

## Curiosidades
Radish Land aparece en el Bubble Symphony como una zona más del juego, donde los enemigos son sacados del PuLiRuLa y el fondo de los niveles es la maquinaria en funcionamiento que permite que el tiempo fluya en Radish Land.
En el lanzamiento internacional de PuLiRuLa una sección de la tercera ronda fue censurada. La versión original japonesa mostraba un área con dos grandes piernas femeninas que salían de una pared y había una puerta en medio de las piernas. En las versiones internacionales las piernas fueron quitadas.